# Josep Pere Savé Tortajada
Josep Pere Savé Tortajada (Reus, 29 d'agost de 1911 - finals del segle XX), o també Josep Savé Tortajada, va ser un metge català.
Fill de Pere Abraham Savé, periodista reusenc, va cursar batxillerat a l'institut de Reus on va participar a la revista Cultura que publicava aquell centre. Als 17 anys publicava articles al diari local Las Circunstancias. Matriculat a la Facultat de Medicina a Barcelona, va compaginar els estudis amb una feina a l'Ateneu Obrer de Sant Andreu. Al cap d'un any i mig va entrar d'intern al servei de cirurgia general de la Quinta de Salut l'Aliança, cosa que li va permetre adquirir pràctica quirúrgica. El 1935 va acabar la carrera de medicina i el mateix any va aprovar el doctorat a Madrid. A l'inici de la guerra civil, va ser destinat al Front d'Aragó com a metge del regiment d'artilleria de muntanya, i després va ser nomenat director d'un hospital de guerra a Barbastre i més endavant a Montsó i a Binéfar. Va estar present a la batalla de l'Ebre i cap al novembre de 1938 era cap de l'equip quirúrgic de l'exèrcit republicà a l'Ebre amb el grau de capità. Es va retirar amb l'exèrcit cap a França i va ser internat al camp de concentració d'Arles, al Vallespir. Va tornar a Espanya de forma quasi immediata i va ser detingut i empresonat al camp de concentració franquista de San Marcos de León. Traslladat a la Presó Model de Barcelona va ser posat en llibertat sense cap càrrec. Es va instal·lar a Reus on va obrir una petita clínica quirúrgica i va fundar una companyia d'assistència mèdica, «Médica Reus, S.A.», que va tenir un èxit immediat i li va permetre de comprar un solar que l'ajuntament de Reus va subhastar quan va parcel·lar l'espai de l'antic Quarter de Cavalleria que havia enderrocat. A més d'atendre la clínica, va expandir «Médica Reus» a les províncies de Castelló, València, Sevilla i altres. A Castelló de la Plana va fundar una altra clínica quirúrgica amb el metge castellonenc Lluís Senís.
Va comprar una torre a Barcelona on va instal·lar el Col·legi Maragall, un dels pocs a Catalunya que, durant el franquisme, era mixt i ensenyava en català. Aquesta escola va estar oberta nou anys. A Reus, va subvencionar algunes de les activitats que el doctor Vallespinosa duia a terme al Centre de Lectura en defensa de la llengua catalana.